# Katedra Objawienia Pańskiego w Sioux City
Katedra Objawienia Pańskiego w Sioux City (ang. Cathedral of the Epiphany in Sioux City) jest kościołem biskupim diecezji Sioux City w Stanach Zjednoczonych. Świątynia została zbudowana w stylu neogotyk w latach 1902–1904. Mieści się przy 1000 Douglas Street. Pełni również funkcje kościoła parafialnego.  